# Schermen op de Olympische Zomerspelen 1988
Schermen is een van de sporten die beoefend werden tijdens de Olympische Zomerspelen 1988 in Seoel.

## Heren

### floret individueel
| rang   | sporter(s)         | land |
| ------ | ------------------ | ---- |
| Goud   | Stefano Cerioni    | ITA  |
| Zilver | Udo Wagner         | GDR  |
| Brons  | Aleksandr Romankov | URS  |
| 4      | Ulrich Schreck     | FRG  |
| 5      | Zsolt Érsek        | HUN  |
| 6      | Mauro Numa         | ITA  |
| 7      | Jens Howe          | GDR  |
| 8      | Mathias Gey        | FRG  |
|        |                    |      |
| 58     | Austin Thomas      | ARU  |

### floret team
| rang   | sporter(s)                                                                             | land |
| ------ | -------------------------------------------------------------------------------------- | ---- |
| Goud   | Vladimir Aptsiaoeri Anvar Ibragimov Boris Koretsky Ilgar Mamedov Aleksandr Romankov    | URS  |
| Zilver | Matthias Behr Thomas Endres Mathias Gey Ulrich Schreck Thorsten Weidner                | FRG  |
| Brons  | István Busa Zsolt Érsek Róbert Gátai Pál Szekeres István Szelei                        | HUN  |
| 4      | Aris Enkelmann Adrian Germanus Jens Gusek Jens Howe Udo Wagner                         | GDR  |
| 5      | Leszek Bandach Waldemar Ciesielczyk Piotr Kiełpikowski Marian Sypniewski Bogusław Zych | POL  |
| 6      | Laurent Bel Patrick Groc Youssef Hocine Patrice Lhotellier Philippe Omnès              | FRA  |
| 7      | Andrea Borella Stefano Cerioni Federico Cervi Andrea Cipressa Mauro Numa               | ITA  |
| 8      | Lao Shaopei Liu Yunhong Ye Chong Zhang Zhicheng                                        | CHN  |

### degen individueel
| rang   | sporter(s)             | land |
| ------ | ---------------------- | ---- |
| Goud   | Arnd Schmitt           | FRG  |
| Zilver | Philippe Riboud        | FRA  |
| Brons  | Andrei Sjoevalov       | URS  |
| 4      | Sandro Cuomo           | ITA  |
| 5      | Torsten Kühnemund      | GDR  |
| 6      | Jerri Bergström        | SWE  |
| 7      | Martin Brill           | NZL  |
| 8      | Vladimir Resnitschenko | URS  |
|        |                        |      |
| 70     | Austin Thomas          | ARU  |

### degen team
| rang   | sporter(s)                                                                             | land |
| ------ | -------------------------------------------------------------------------------------- | ---- |
| Goud   | Frédéric Delpla Jean-Michel Henry Olivier Lenglet Philippe Riboud Éric Srecki          | FRA  |
| Zilver | Elmar Borrmann Volker Fischer Thomas Gerull Alexander Pusch Arnd Schmitt               | FRG  |
| Brons  | Andrei Sjoevalov Pavel Kolobkov Vladimir Resnitschenko Mikhail Tisjko Igor Tikhomirov  | URS  |
| 4      | Stefano Bellone Andrea Bermond Des Ambrois Sandro Cuomo Angelo Mazzoni Stefano Pantano | ITA  |
| 5      | Patrice Gaille André Kuhn Zsolt Madarasz Gérald Pfefferle Michel Poffet                | SUI  |
| 6      | László Fábián Ferenc Hegedűs Ernõ Kolczonay Szabolcs Pásztor Zoltán Székely            | HUN  |
| 7      | Cho Hee-jae Lee II-hee Lee Sang-ki Yang Dal-sik Yoon Nam-jin                           | KOR  |
| 8      | Johan Bergdahl Jerri Bergström Otto Drakenberg UIf Sandegren Péter Vánky               | SWE  |

### sabel individueel
| rang   | sporter(s)           | land |
| ------ | -------------------- | ---- |
| Goud   | Jean-François Lamour | FRA  |
| Zilver | Janusz Olech         | POL  |
| Brons  | Giovanni Scalzo      | ITA  |
| 4      | Philippe Delrieu     | FRA  |
| 5      | György Nébald        | HUN  |
| 6      | Georgi Pogossov      | URS  |
| 7      | Felix Becker         | FRG  |
| 8      | Jürgen Nolte         | FRG  |

### sabel team
| rang   | sporter(s)                                                                                 | land |
| ------ | ------------------------------------------------------------------------------------------ | ---- |
| Goud   | Imre Bujdosó László Csongrádi Imre Gedővári György Nébald Bence Szabó                      | HUN  |
| Zilver | Andrej Alsjan Michail Boertsev Sergej Korjasjkin Sergej Mindirgassov Georgi Pogossov       | URS  |
| Brons  | Massimo Cavaliere Gianfranco Dalla Barba Marco Marin Ferdinando Meglio Giovanni Scalzo     | ITA  |
| 4      | Philippe Delrieu Franck Ducheix Hervé Granger-Veyron Pierre Guichot Jean-François Lamour   | FRA  |
| 5      | Marek Gniewkowski Robert Kościelniakowski Andrzej Kostrzewa Janusz Olech Tadeusz Piguła    | POL  |
| 6      | Felix Becker Jörg Kempenich Jürgen Nolte Dieter Schneider Stephan Thoennessen              | FRG  |
| 7      | Robert Cottingham Paul Friedberg Michael Lofton Steve Mormando Peter Westbrook             | USA  |
| 8      | Hristo Etropolski Vassil Etropolski Nikolai Marintchesjki Nikolai Matejev Georgi Tsjomakov | BUL  |

## Dames

### floret individueel
| rang   | sporter(s)            | land |
| ------ | --------------------- | ---- |
| Goud   | Anja Fichtel          | FRG  |
| Zilver | Sabine Bau            | FRG  |
| Brons  | Zita-Eva Funkenhauser | FRG  |
| 4      | Zsuzsanna Jánosi      | HUN  |
| 5      | Tatjana Sadovskaja    | URS  |
| 6      | Gertrúd Stefanek      | HUN  |
| 7      | Sun Hongyun           | CHN  |
| 8      | Jelena Glikina        | URS  |

### floret team
| rang   | sporter(s)                                                                               | land |
| ------ | ---------------------------------------------------------------------------------------- | ---- |
| Goud   | Sabine Bau Anja Fichtel Zita-Eva Funkenhauser Annette Klug Christiane Weber              | FRG  |
| Zilver | Francesca Bortolozzi Annapia Gandolfi Lucia Traversa Dorina Vaccaroni Margherita Zalaffi | ITA  |
| Brons  | Zsuzsanna Jánosi Edit Kovács Gertrúd Stefanek Zsuzsanna Szőcs Katalin Tuschák            | HUN  |
| 4      | Jelena Glikina Jelena Grisjina Tatjana Sadovskaja Marina Soboleva Olga Vosjtsjakina      | URS  |
| 5      | Li Huahua Luan Jujie Sun Hongyun Xiao Aihua Zhu Qingyuan                                 | CHN  |
| 6      | Caitlin Bilodeaux Elaine Cheris Sharon Monplaisir Mary O'Neill Molly Sullivan            | USA  |
| 7      | Brigitte Gaudin Gisèle Meygret Laurence Modainé Nathalie Pallet Isabelle Spennato        | FRA  |
| 8      | Kim Jin-soon Shin Sung-ja Tak Jung-im Yoon Jung-sook Park Eun-hee                        | KOR  |

## Medaillespiegel
| rang   | land                     | goud | zilver | brons | totaal |
| ------ | ------------------------ | ---- | ------ | ----- | ------ |
| 1      | Bondsrepubliek Duitsland | 3    | 3      | 1     | 7      |
| 2      | Frankrijk                | 2    | 1      | 0     | 3      |
| 3      | Sovjet-Unie              | 1    | 1      | 3     | 5      |
| 4      | Italië                   | 1    | 1      | 2     | 4      |
| 5      | Hongarije                | 1    | 0      | 2     | 3      |
| 6      | DDR                      | 0    | 1      | 0     | 1      |
| 6      | Polen                    | 0    | 1      | 0     | 1      |
| totaal | totaal                   | 8    | 8      | 8     | 24     |